# Політичний маркетинг
Маркетинг (англ. marketing, від market — ринок) — це система заходів з управління операціями збуту й торгівлі, регулювання ринкових процесів, вивчення кон'юнктури та закономірностей функціонування ринку. Політичну діяльність у будь-якому суспільстві і за будь-якого політичного режиму також спрямовано на завоювання та утримання контролю над ринком, але ринком специфічним — ринком влади.
Отже, за умов цивілізованого змагання за право управління політичною сферою суспільства під політичним маркетингом розуміють сукупність форм, методів і технологій дослідження, проектування, регулювання та впровадження в суспільно-політичну практику тих чи інших настанов суспільної свідомості з метою завоювання ринку влади та утримання контролю над ним.
З огляду на типологію політичних об'єктів і суб'єктів, виокремлюють політичний маркетинг політичних лідерів, політичних, державних та інших інституцій, окремих організацій, а також ідей, програм, концепцій, доктрин тощо.

### Функції
До основних функцій політичного маркетингу належать:
- вивчення уявлення людей про політику, організацію чи ідею;
- визначення характеристик ідеального образу, що існує в масовій свідомості;
- планування та втілення в життя конкурентоздатної програми дій, розрахованої на завоювання розуміння та активну підтримку політичного лідера, організації чи ідеї.

### Технології політичного маркетингу
- формування й вивчення політичних потреб, політичного попиту на політичні дії та результати таких дій;
- відтворення «політичного продукту» з урахуванням того, якою «ціною» він досягається;
- творення «нового» в політиці з урахуванням усіх форм витрат, у тому числі й політичних;
- доведення до об'єкта і суб'єкта політики розрахунків реальних політичних можливостей на конкретному етапі;
- виготовлення та використання політичної реклами, політичної агітації, стимулювання політичних дій, активної політичної поведінки та ін.

### Складові політичного маркетингу
Політичний ринок розглядається спеціалістами за аналогією з господарчим ринком: так, наприклад, уряд відповідає на потреби партій, рухів, груп тиску так само, як у економіці пропозиція відповідає на попит. Відпрацьованими, випробуваними засобами встановлення рівноваги на політичному ринку вважають такі: самостійність і незалежність політичних суб'єктів, жоден з яких не володіє монопольним становищем на політичній сцені; рівноправність політичних суб'єктів, що забезпечується детально розробленою системою норм, які регулюють їхню діяльність і взаємовідносини; суспільна система цінностей як підстава для досягнення консенсусу між політичними суб'єктами тощо.
Однією з найважливіших складових політичного маркетингу є вивчення особливостей функціонування ринку влади в суспільстві. Йдеться про вивчення й аналіз політичної культури суспільства, рівня розвитку політичних структур, банку даних політичних лідерів (тобто політичної та владної еліти), і, звичайно, настанов суспільної свідомості. Найважливішими видами й невіддільними складовими політичного маркетингу є дослідження політичного ринку, виборча інженерія і політичне рекламування.

### Фахівці із політичного маркетингу
Нині питання політичного рекламування досліджують політологи, соціологи, політичні психологи, фахівці в галузі традиційних і електронних засобів масової інформації, менеджери політичних компаній, художники й актори — всі ті, хто так чи інакше пов'язаний з проблемами політичної комунікації та з досягненням бажаного результату в політичній діяльності.
Фахівці в галузі іміджелогії виокремлюють такі етапи політичного рекламування: вивчення ідеологічних і соціо-психологічних настанов громадян щодо іміджу політичного діяча, організації; дослідження характеристик іміджу реального кандидата, сформованого на той час громадськістю; створення іміджу кандидата відповідно до уподобань більшості виборців; розроблення форм і методів використання засобів масової інформації на користь створеного іміджу кандидата.